# Lamoria brevinaevella
Lamoria brevinaevella é uma espécie de mariposa do gênero Lamoria. Foi descrito por Hans Zerny em 1934, e é conhecida do Líbano.